# Roger Ranoux
Roger Ranoux, né le 26 octobre 1921 à La Villedieu en Dordogne et mort le 9 juillet 2015  à Saint-Astier dans le même département, est un homme politique français
Pendant la Seconde Guerre mondiale, il participa à la résistance sous le nom d'« Hercule » et devint chef départemental des Forces françaises de l'intérieur en Dordogne.

## Biographie
Roger Ranoux entre en politique dès 1936, dans les jeunesses communistes comme ses deux frères, Paul dit « Apollon » et Guy dit « Mickey ». Le 21 juin 1941, Roger Ranoux arrive avec sa famille en Corrèze. Il prend des responsabilités nouvelles à la demande de Germain Auboiroux et Paul Peyraud. Son hôtel-restaurant devient une base de la clandestinité. C’est la diffusion décisive de la presse clandestine, le travail unitaire fructueux avec Combat (journal) en 1942 sous l’impulsion de Maurice Bourdelle, des frères Henry et Édouard Valéry et d’autres qui débouche, le 11 novembre, sur la manifestation considérable face à l’arrivée des troupes allemandes. Il est entré dans le maquis en Corèze en 1943 à Gros-Chastang, à l'âge de 22 ans, au lieu de partir pour le service du travail obligatoire (STO) en Allemagne, imposé par le Régime de Vichy de Philippe Pétain et de son ministre Pierre Laval, et a rejoint les Forces françaises de l'intérieur (FFI) pendant la guerre. Il a été surnommé Hercule à cause de sa grande taille car il mesurait près d'1,90 m. 
En novembre 1943, il prend la tête du premier groupe des Francs-tireurs et partisans français (FTPF) de Dordogne, devient un des principaux responsables FTP puis, en août 1944, un des deux chefs départementaux des FFI. En Dordogne, il a dirigé la publication de La Voix de la Résistance.
Le 19 août 1944, les Allemands quittent la ville de Périgueux sous la pression des résistants et Roger Ranoux est l'un de ceux qui entrent dans Périgueux libéré avant cela les Allemands ont fusillés 45 prisonniers à la caserne Daumesnil ordonné par le général-major Edgar Arndt avec d'autres groupes de résistants comme notamment la Section de « Phiphi » (9e compagnie, bataillon Violette, Brigade Rac). Roger Ranoux avait remarqué à Périgueux une jeune femme combative, Michelle Puyrigaud (connue sous le pseudonyme de Claude dans la clandestinité), qui est sa conjointe responsable départementale des Jeunesses communistes. Il avait déjà fait un court séjour dans sa maison familiale, près de Thiviers, pendant les années de Résistance. Le 24 août 1944 a lieu à Périgueux le défilé de libération auquel il participe, avec de nombreux autres résistants.
De 1947 à 1952, il est secrétaire fédéral du Parti communiste français en Dordogne. Il est élu député aux élections législatives de janvier 1956, où il était second de liste derrière le député sortant Yves Péron qu’il connaissait bien déjà depuis la Résistance. Il se présente aux élections suivantes de 1958, 1962 et 1967 auxquelles il échoue.
Lors des élections législatives françaises de 1968, pour la quatrième circonscription de la Dordogne, Roger Ranoux présente à nouveau sa candidature et affronte les candidats Robert Lacoste, Jean Villatte, candidat sans étiquette puis Pierre Janot, dans le contexte des troubles de Mai 68, Pierre Janot, est élu avec 700 voix d’avance (50,6 %) sur son adversaire Robert Lacoste.
Roger Ranoux a reçu les insignes d'officier de la Légion d'honneur en 2002, des mains d'un autre grand résistant et libérateur, l'ancien maire de Périgueux Yves Guéna.
Il a été une figure marquante au sein du monde de la Résistance, à l'Association nationale des anciens combattants de la Résistance (ANACR), tout comme au parti communiste.

## Détail des fonctions et des mandats
Mandat parlementaire
- 2 janvier 1956 - 8 décembre 1958 : député de la Dordogne

Autres mandats
- Maire de Montrem (1965-1995)

## Distinctions
- Officier de la Légion d'honneur (2002)[8]
- Médaille de la Résistance française (décret du 6 septembre 1945)

## Hommages

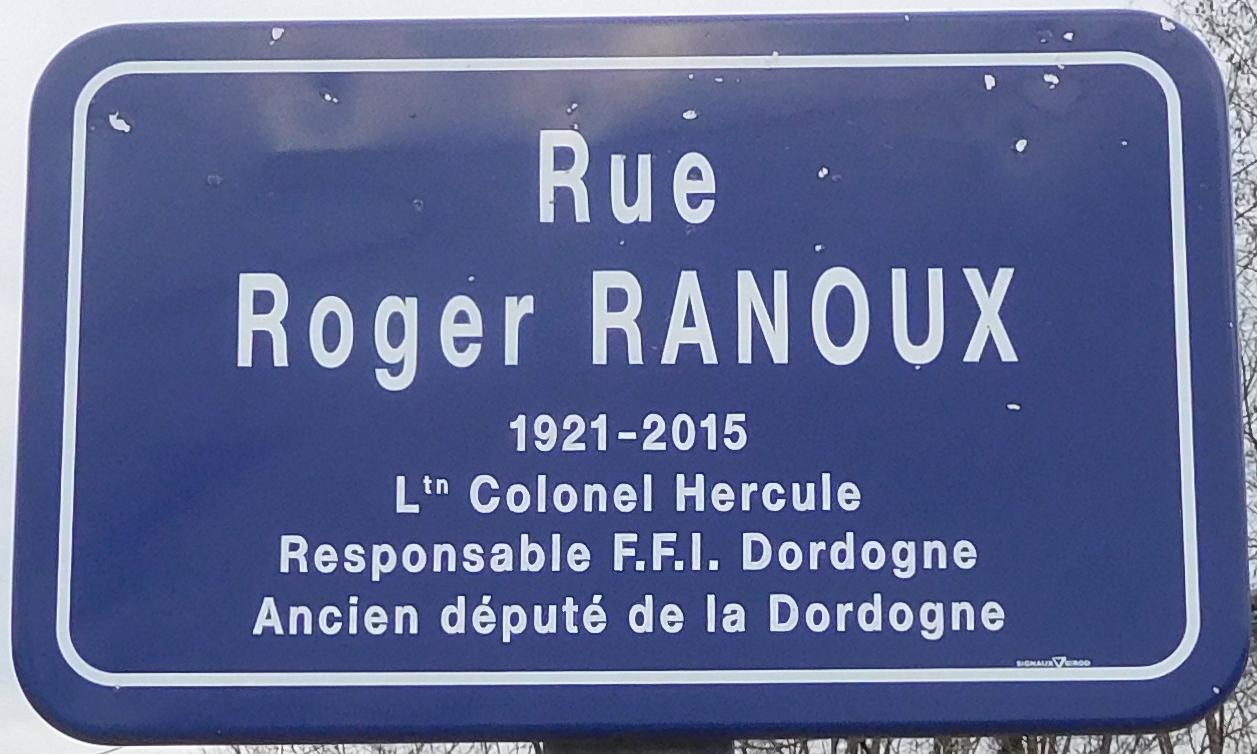
Panneau à Neuvic.

- Au Lardin-Saint-Lazare, une avenue Roger-Ranoux[9] a été inaugurée en mai 2016 dans le quartier de la Galibe où Roger Ranoux a vécu dans sa jeunesse[10].
- En octobre 2018, la commune de Neuvic a baptisé l'une de ses voies rue Roger-Ranoux, au carrefour de l'avenue Général-de-Gaulle, de la rue de la Libération et de la rue de la Résistance, à proximité du monument des martyrs de la Résistance[11].